# Michael Wladarsch

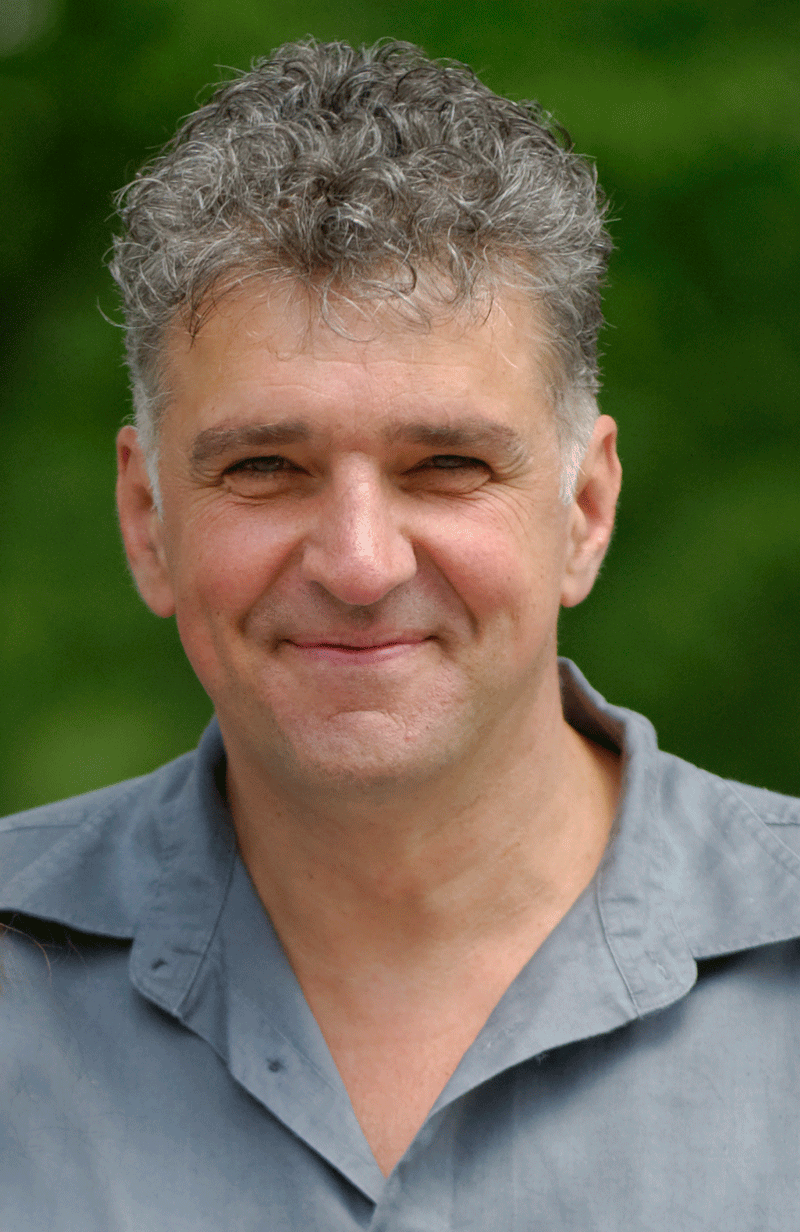
Michael Wladarsch, 2013

Michael Wladarsch (* 17. Juni 1961 in Ingolstadt) ist ein deutscher Kulturveranstalter, Aktivist und Designer.

## Biografie
Michael Wladarsch besuchte das Christoph-Scheiner-Gymnasium in Ingolstadt und studierte ab 1981 Psychologie und Philosophie in Bochum und Trier. Ab 1984 studierte er Grafik-Design und visuelle Kommunikation in Trier, Paris, London, Schwäbisch Gmünd, (1989 Abschluss Diplom FH). 1993 gründete er in München die Design-Agentur 84 GHz – Raum für Gestaltung, die auch die Plattform für seine kulturellen und gesellschaftskritischen Aktivitäten darstellt. Er lebt seit 1989 in München-Schwabing.

### Kulturveranstalter
Seit 2002 organisiert er zusammen mit seiner Frau Sylvia Katzwinkel monatliche Ausstellungen (Jour Fix) im Keller der Georgenstraße 84 in Schwabing, seit 2003 das jährlich stattfindende offene Atelierwochenende in Schwabing und der Maxvorstadt Kunst im Karrée. Daneben präsentiert er regelmäßig im Karrée der Kunst auf dem Corso Leopold Aktionskunst im öffentlichen Straßenraum. Für dieses Engagement wurden er und seine Frau 2013 mit dem Schwabinger Kunstpreis ausgezeichnet.

### Aktivist
Wladarsch ist Mitinitiator des Gaudiblatts, und verwaltet die freigeistig-atheistische Bibliothek des Bundes für Geistesfreiheit Bayern. Seit 2019 ist er Schatzmeister beim Zentralrat der Konfessionsfreien und seit 2020 beim Humanistischen Verband Deutschlands – Landesverband Bayern. Er war lange Jahre Vorsitzender des Bundes für Geistesfreiheit München (bis 2024), Vorsitzender des Bundes für Geistesfreiheit Bayern (bis 2024) und im Vorstand des Corso Leopold (bis 2019). Er setzt sich aktiv für die Kunst- und Meinungsfreiheit ein. Um der Forderung nach Trennung von Kirche und Staat Nachdruck zu verleihen, organisierte er 2010 die „frohe Prozession“ zum ökumenischen Kirchentag in München und seit 2011 das Münchener Gottlosentreffen. Von 2010 bis 2023 moderiert er regelmäßig Radiosendungen bei Radio LORA München (Gegensprechanlage, Michael spricht mit Gott, Gaudiwelle). Von 2015 bis 2023 organisiert er der den Platz für Humanisten auf dem Corso Leopold. Von 2017 bis 2020 initiierte er zusammen mit Birgit Magiera die Sunday Assembly München. Er war Geschäftsführer der Deutschen Humanistentag gGmbH, die im Sommer 2017 den Deutschen Humanistentag (ht17) in Nürnberg durchgeführt hat.

### Kunst und Design
- 2006, Ampel-Art, Streetart Projekt[12]
- 2007, PAPST – Gesellschaft für sakrales Marketing mit Wolfram Kastner
- 2008, Leuchtkraft (David Emmenlauer, Michael Wladarsch, 2008)[13]
- 2010, Tubophon mit Stefan Schubert
- 2014, Kultbank[14]
- 2015, Sakrale Büroräume[15][16]
- 2020, Weiße Fahnen für München[17] zum Tag der Befreiung, mit Wolfram Kastner

## Publikationen
- Katalog für Kunst im Karrée. München 2013, ISBN 978-3-9815266-1-5.
- Kunst im Karrée 1880–1980. Eine Zeitreise ins historische Schwabing. München 2013, ISBN 978-3-9815266-2-2.

## Kulturveranstaltungen
in Zusammenarbeit mit Sylvia Katzwinkel
- seit 2003 Kunst im Karrée – offene Ateliers in Schwabing und der Maxvorstadt
- seit 2004 Karrée der Kunst am Corso Leopold, München
- seit 2011 Gaudiblatt Hoagascht, München
- 2003, Jour Fix 03, Don Chaos mit Mike Spike Froidl
- 2004, Jour Fix 20, Malerei von Dee Dee Ramone
- 2004, Jour Fix 24, King Kong Kunstkabinett
- 2005, Jour Fix 34, Timothy James Webb
- 2007, Jour Fix 60, Klaus von Gaffron
- 2009, Jour Fix 79, Ali Mitgutsch
- 2010, Jour Fix 90, Helmut Sturm
- 2011, Jour Fix 99, Wolfram Kastner
- 2012, Jour Fix 102, Gert Wiescher
- 2014, Jour Fix 124, Tanel Veenre
- 2015, Jour Fix 133, Helena Lehtinen
- 2016, Jour Fix 149, WON ABC
- 2018, Jour Fix 161, mo|men|tos
- 2019, Jour Fix 164, Jorge Manilla

## Auszeichnungen

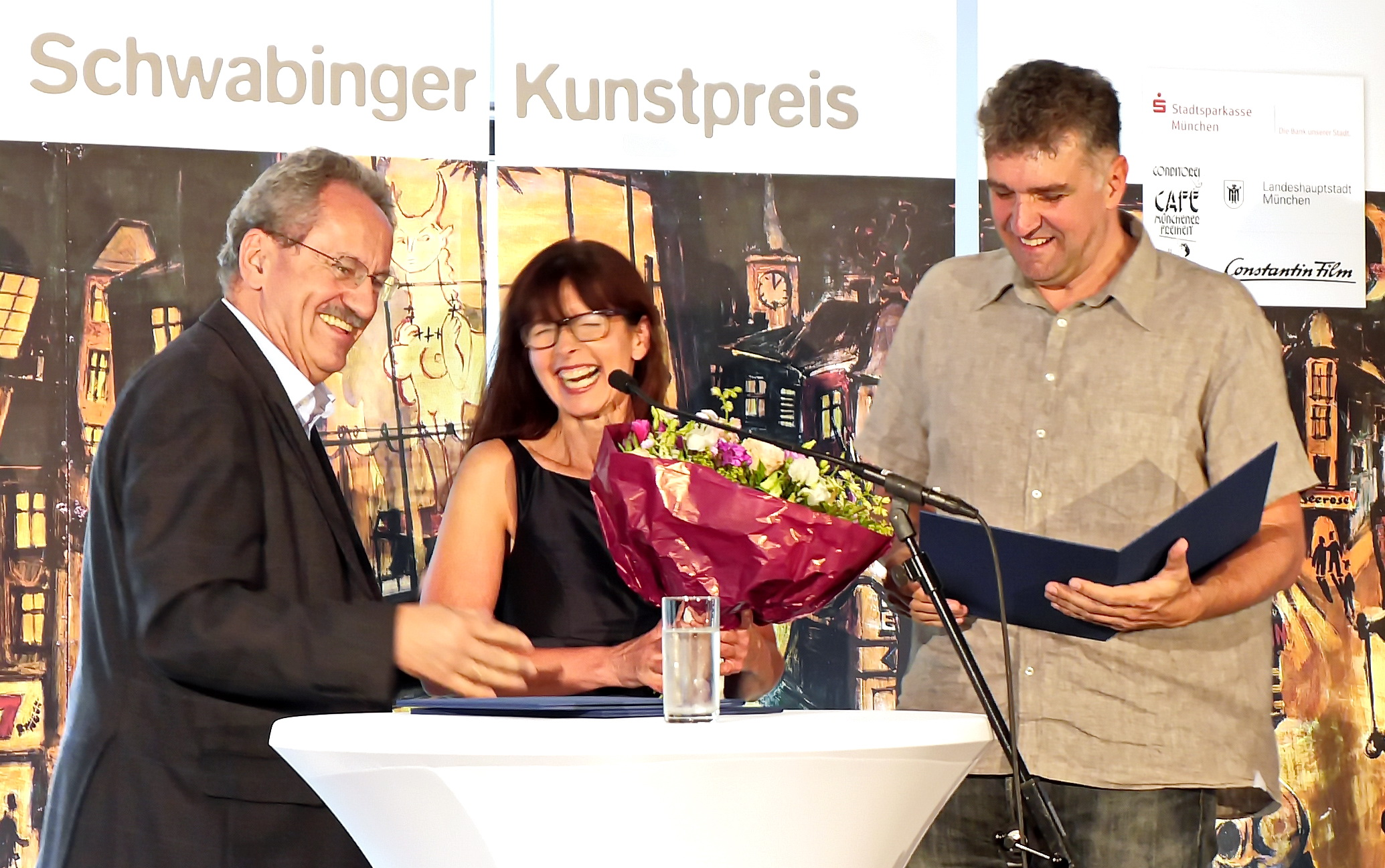
Christian Ude, Sylvia Katzwinkel und Michael Wladarsch, Schwabinger Kunstpreis 2013

- 1998: Stipendium in London bei Raymond Loewy International im Rahmen des Marlboro Design Förderpreis
- 2013 wurde er zusammen mit seiner Frau mit dem Schwabinger Kunstpreis ausgezeichnet.